# Conflitto linguistico norvegese
     Bokmål
     Nynorsk
     Neutrale
Il conflitto linguistico norvegese

Mappa delle forme linguistiche ufficiali dei comuni norvegesi a partire dal 2007.
Bokmål
Nynorsk
Neutrale

(in norvegese målstriden, in danese sprogstriden) è una controversia in corso nella politica e nella cultura norvegese, che riguarda le versioni scritte del norvegese.
Dal 1536/1537 fino al 1814, il danese era la lingua scritta standard della Norvegia a causa dell'unione delle corone con la Danimarca. Di conseguenza, la forma del norvegese scritto moderno e la sua somiglianza o distanza dal danese sono alla base di molte controversie.

## Premesse
Durante il Regno Unito di Danimarca e Norvegia (1536-1814) le lingue ufficiali erano il danese ed il tedesco. La classe superiore urbana norvegese parlava dano-norvegese (dansk-norsk): danese con pronuncia norvegese e piccole differenze locali, mentre la maggior parte delle persone parlava il proprio dialetto locale e regionale. Dopo la secessione, il dano-norvegese fu l'unica lingua ufficiale fino al 1885.
Nel 1848 il giovane linguista Ivar Aasen creò una lingua norvegese basata su dialetti leggermente influenzati dal danese e nel 1850 pubblicò la sua prima grammatica e dizionario della lingua del popolo norvegese (Folkemål).
Il "discorso popolare" di Aasen iniziò ad affermarsi e nel 1885 il Parlamento decise che le due forme di norvegese scritto dovessero essere entrambe ufficiali.
Nel 1929 il parlamento decise che la lingua originariamente basata sul danese dovesse essere chiamata Bokmål (letteralmente "lingua del libro") e quella basata sui dialetti norvegesi, Nynorsk ("nuovo norvegese").
Oggi non esiste un norvegese standard del parlato che sia ufficialmente sanzionato , ma secondo alcuni linguisti, come Kjell Venås, un norvegese standard parlato de facto è il norvegese urbano orientale (Østnorsk), simile al Bokmål.

## Esempi
Testo in danese
I 1877 forlod Brandes København og bosatte sig i Berlin. Hans politiske synspunkter gjorde dog, at Preussen blev ubehagelig for ham at opholde sig i, og han vendte i 1883 tilbage til København, hvor han blev mødt af en helt ny gruppe af forfattere og tænkere, der var ivrige efter at modtage ham som deres leder. Det vigtigste af hans senere arbejder har været hans værk om William Shakespeare, der blev oversat til engelsk af William Archer og med det sam me blev anerkendt.
Norvegese (Bokmål)
I 1877 forlot Brandes København og bosatte seg i Berlin. Hans politiske synspunkter gjorde imidlertid at det ble ubehagelig for ham å oppholde seg i Preussen, og i 1883 vendte han tilbake til København, der han ble møtt av en helt ny gruppe forfattere og tenkere, som var ivrige etter å motta ham som sin leder. Det viktigste av hans senere arbeider er hans verk om William Shakespeare, som ble oversatt til engelsk av William Archer, og som straks ble anerkjent.
Norvegese (Nynorsk)
I 1877 forlét Brandes København og busette seg i Berlin. Då dei politiske synspunkta hans gjorde det utriveleg for han å opphalda seg i Preussen, vende han attende til København i 1883. Der vart han møtt av ei heilt ny gruppe forfattarar og tenkjarar som var ivrige etter å ha han som leiar. Det viktigaste av dei seinare arbeida hans er verket om William Shakespeare, som vart omsett til engelsk av William Archer og som straks vart anerkjend.
Traduzione in italiano
Nel 1877 Brandes lasciò Copenaghen e si stabilì a Berlino. Tuttavia, le sue opinioni politiche resero la Prussia un luogo scomodo in cui vivere e nel 1883 tornò a Copenaghen. Lì fu accolto da un gruppo completamente nuovo di scrittori e pensatori desiderosi di accettarlo come loro leader. La più importante delle opere successive di Brandes fu la sua opera su Shakespeare che, tradotta in inglese da William Archer, ricevette immediatamente riconoscimenti.

## Storia

### Sfondo
I primi esempi di scrittura norvegese non danese risalgono al XII secolo, con Konungs skuggsjá. La lingua utilizzata è oggi conosciuta come antico norvegese ed era ampiamente usata per iscritto in Norvegia ed Islanda. Anche le lingue della Svezia e della Danimarca di quel tempo, poiché non erano molto diverse da quelle della Norvegia, vengono spesso chiamate antico norvegese. Sebbene alcune variazioni regionali siano evidenti nei documenti scritti di quel periodo, è difficile conoscere con precisione le divisioni tra i dialetti parlati. Questo norvegese provvisorio è noto come norvegese medio (mellomnorsk).
Con la peste nera del 1349, l'economia e l'indipendenza politica della Norvegia crollarono e il paese passò sotto il dominio danese. La lingua norvegese subì cambiamenti piuttosto significativi, perdendo forme grammaticali complesse e adottando un nuovo vocabolario.
La lingua norvegese scritta cadde gradualmente in disuso e alla fine fu abbandonata del tutto a favore del danese scritto; l'evento culminante fu, nel 1604, la traduzione del codice di Magnus the Lawmender in danese. L'ultimo esempio trovato di un documento originale del medio norvegese è del 1583.
I dialetti norvegesi, tuttavia, sopravvissero all'interno della popolazione generale come discorso vernacolare. Lo scrittore di origine norvegese Ludvig Holberg divenne uno dei principali esponenti del danese scritto standard, anche se conservò alcune forme norvegesi nella sua scrittura.
Gli scrittori norvegesi, anche quelli che erano puristi della lingua danese, non rinunciarono mai completamente al loro vocabolario nativo e all'uso nella loro scrittura. Alcuni esempi includono Petter Dass, Johan Nordahl Brun, Jens Zetlitz e Christian Braunmann Tullin. Sebbene il danese fosse la lingua ufficiale del regno, gli scrittori norvegesi sperimentarono una disparità tra le lingue che parlavano e scrivevano.
Alla fine del XVIII secolo, l'educatore Christian Kølle, in scritti come "Ær dæt Fårnuftigt at have Religion? åk Vilken av så mange ær dæn Fårnuftigste?" utilizzò molte delle sue idee linguistiche all'epoca controverse, come l'ortografia fonemica, usando il genere grammaticale femminile nella scrittura, e la lettera ⱥ ( a barrata, basata su ø ) per sostituire aa .
Nel 1814, la Norvegia si separò dalla Danimarca, diventando Regno di Norvegia, ed adottò una sua costituzione. La Norvegia fu costretta ad una nuova, ma più debole unione con la Svezia, e ci furono dei cambiamenti:
- La lingua scritta era il danese, anche se la classe dirigente lo considerava norvegese, il che era importante per segnare l'indipendenza della Norvegia dalla Svezia.
- La classe dirigente parlava dano-norvegese, che era considerata la lingua norvegese colta ed era in contrasto con la lingua comune di lavoratori, artigiani e agricoltori.
- Il resto della popolazione parlava dialetti norvegesi. Questi erano generalmente considerati lingue volgari, o forse un debole tentativo di parlare norvegese "standard" da parte della classe superiore che ignorava o non riconosceva il fatto che i dialetti rappresentavano un'evoluzione separata da un antenato comune, l'antico norvegese.

### Inizi del primo Ottocento
Lo scioglimento della Danimarca-Norvegia avvenne nel periodo in cui stavano emergendo gli stati nazionali europei. In conformità con i principi del nazionalismo romantico, gli scrittori norvegesi iniziarono gradualmente ad adottare un vocabolario distintamente norvegese nelle loro opere. Henrik Wergeland potrebbe essere stato il primo a farlo; ma sono stati i Norwegian Folktales (letteralmente "fiabe norvegesi") di Jørgen Moe e Peter Christen Asbjørnsen a creare uno stile di scrittura norvegese distinto. Ciò creò una certa opposizione da parte dei conservatori, in particolare il poeta Johan Sebastian Welhaven . L'influente drammaturgo Henrik Ibsen, nonostante venne ispirato dal movimento nazionalista, nelle sue ultime opere scrisse principalmente in danese standard, probabilmente a causa del suo pubblico danese.
Nel 1866, il sacerdote danese Andreas Listov (1817–1889) ritenne necessario pubblicare un libro di circa 3.000 termini che necessitavano una traduzione dal norvegese al danese. Sebbene la maggior parte di questi termini fosse stata probabilmente presa direttamente dai resoconti di viaggio di Aasmund Olavsson Vinje, la pubblicazione mise in evidenza il fatto che gran parte del norvegese scritto ormai non era più danese puro.

### Riforme iniziali e advocacy
Prima della metà del XIX secolo, due pionieri linguistici norvegesi avevano avviato il lavoro che avrebbe influenzato la situazione linguistica fino ai giorni nostri: Ivar Aasen, autodidatta, poliglotta e fondatore della linguistica norvegese moderna, fu uno dei primi a descrivere l'evoluzione dell'antico norvegese in norvegese moderno . Egli iniziò a progettare una distinta lingua norvegese scritta, che definì Landsmål, "lingua del paese", che si basava su due principi importanti: per quanto riguarda la morfologia scelse forme che considerava comuni denominatori da cui dedurre varietà contemporanee, mentre nella lessicografia applicò principi puristici ed escluse parole di discendenza danese o tedesco medio-basso. Nel 1885, il Landsmål fu adottato come lingua scritta ufficiale insieme alla versione norvegese del danese.
Knud Knudsen, un insegnante, lavorò invece per rendere l'ortografia più simile alla koiné dano-norvegese parlata, nota come "discorso quotidiano coltivato" (dannet dagligtale). Egli sosteneva che, dal momento che le numerose classi istruite non appartenevano a nessuna regione specifica, il linguaggio quotidiano colto fosse la base migliore per una lingua scritta norvegese distinta. Knudsen fu anche sostenitore del comune movimento dano-norvegese per l'ortografia fonemica . La forma scritta del norvegese basata sulle sue idee divenne nota come Riksmål, un termine introdotto dall'autore Bjørnstjerne Bjørnson nel 1899. Il prefisso riks- è usato in parole che denotano "appartenenza a un (o al) paese"; Riksmål significa "lingua di stato".
Come risultato del lavoro di Knudsen, nel 1862 il parlamento norvegese approvò le prime riforme ortografiche, la maggior parte delle quali ebbe i suoi sostenitori anche in Danimarca. Sebbene modesta rispetto alle successive riforme, rappresentò comunque un passo legislativo verso uno distinta lingua standard scritta per la Norvegia. Le e mute furono eliminate dal norvegese scritto (da faae a faa), le doppie vocali non vennero più usate per denotare le vocali lunghe, la k sostituì l'uso di c, q e ch nella maggior parte delle parole, e ph diventò f. I
Intorno al 1872, x fu sostituito da ks .
Nel 1892 il dipartimento dell'istruzione norvegese approvò la prima serie di moduli facoltativi nella pubblicazione del Læsebog for Folkeskolen (letteralmente Libro di lettura per la scuola elementare) di Nordahl Rolfsen. Inoltre, nel 1892 la legislazione nazionale diede a ciascun consiglio scolastico locale il diritto di decidere se insegnare ai bambini il Riksmål o il Landsmål.
Nel 1907, le riforme linguistiche furono estese, fino a includere non solo l'ortografia ma anche la grammatica. Le consonanti "dure" norvegesi (p, t, k) sostituirono per iscritto le consonanti "morbide" danesi (b, d, g); le consonanti vennero raddoppiate per denotare vocali brevi; le parole che in norvegese erano monosillabiche vennero scritte in quel modo; e le coniugazioni relative al genere grammaticale neutro furono adattate all'uso comune norvegese nel linguaggio quotidiano colto.
Nel 1913 il romanzo poliziesco di Olaf Bull, "Mit navn er Knoph" (Il mio nome è Knoph ) divenne il primo brano di letteratura norvegese ad essere tradotto dal Riksmål al danese per i lettori danesi, sottolineando che il Riksmål era ormai diventato una lingua separata.

### Scoppia la polemica
Nel 1911, la commedia dello scrittore Gabriel Scott, Tower of Babel ebbe la sua anteprima a Oslo. Essa parla di una piccola città nella Norvegia orientale che viene colpita dai sostenitori del Landsmål, i quali iniziano a giustiziare tutti coloro che si oppongono alla loro lingua. Alla fine i sostenitori di Landsmål si uccidono a vicenda per decidere come chiamare il loro paese: Noregr, Thule, Ultima, Ny-Norig o Nyrig. L'ultima frase è pronunciata da un contadino di campagna che, vedendo la carneficina, dice: "Meno male che non ho preso parte a questo!" .
Ci fu almeno una rissa tra il pubblico durante lo svolgimento dello spettacolo e il palcoscenico era pronto per uno scisma linguistico che avrebbe caratterizzato la politica norvegese fino ad oggi.
Per confondere ulteriormente le cose, Eivind Berggrav, Halvdan Koht e Didrik Arup Seip formarono un'organizzazione chiamata Østlandsk reisning (letteralmente Sollevazione orientale) che cercava di aumentare la rappresentanza, per così dire, dei dialetti norvegesi orientali nel Landsmål.

### Le riforme del 1917 e le loro conseguenze
Nel 1917, il parlamento norvegese approvò il primo modello di entrambe le lingue norvegesi. Il modello per il Riksmål era una continuazione delle riforme del 1907 e aggiungeva alcune forme che erano più vicine ai dialetti norvegesi, mentre i sostenitori del Landsmål avevano lo scopo di ridurre le forme che erano considerate idiosincratiche per la Norvegia occidentale.
Furono le riforme del Riksmål a causare controversie: da un lato c'erano coloro che sostenevano che la lingua scritta dovesse avvicinarsi al linguaggio formale dell'élite istruita, mentre dall'altra parte c'erano coloro che sostenevano che la lingua scritta dovesse riflettere il linguaggio quotidiano parlato dalla gente comune. Venne fatta una distinzione tra Riksmål "conservatore" e Riksmål "radicale". Ciò aggiunse un'ulteriore dimensione politica al dibattito, che rese possibile una convergenza tra le forme più liberali di Landsmål e le forme radicali di Riksmål: questo sarebbe presto diventato il fondamento per il Samnorsk, una sintesi delle due correnti principali del norvegese scritto.
Nel 1921, i distretti scolastici avevano preso una scelta nella crescente controversia: 2.000 insegnavano il Landsmål come lingua scritta principale; 2.550 insegnavano la forma radicale del Riksmål e 1.450 insegnavano il Riksmål conservatore. Nel 1920, le autorità nazionali decisero che la questione della lingua dovesse essere votata nei referendum locali: questo portò la disputa a livello locale, dove fu non meno controversa. Ad Eidsvoll, ad esempio, un banchiere locale (Gudbrand Bræk, il padre di Ola Skjåk Bræk) fu minacciato di essere cacciato dalla città poiché sosteneva il Samnorsk.

### Nuovi toponimi
Già alla fine del XIX secolo, i nomi dei luoghi in Norvegia iniziarono a cambiare, per riflettere il modo in cui venivano chiamati dai loro residenti. Rispettivamente nel 1917 e nel 1918, furono rinominati 188 comuni e tutte le contee; e negli anni '20 molte delle città più grandi furono ribattezzate; in particolare Kristiania divenne Oslo e Fredrikshald divenne Halde. Alcuni di questi cambiamenti furono meno popolari. Ad esempio, alcuni residenti di Sandviken non erano molto contenti del cambiamento "radicale" in Sandvika, né molti nella vicina Fornebo erano disposti ad accettare Fornebu . La più grande polemica scoppiò riguardo la città di Trondheim, che fino ad allora era stata conosciuta come Trondhjem, ma in epoca medievale era chiamata Nidaros . Le autorità avevano infatti deciso, senza consultare la popolazione, che la città dovesse essere chiamata Nidaros, tuttavia alla fine fu raggiunto un compromesso con il nome diTrondheim .

### Il caso Grimstad e la lingua parlata nelle scuole
Nel 1911, il consiglio scolastico di Kristiansund fece circolare tra i suoi insegnanti un documento che dichiarava che la loro istruzione orale dovesse essere nella stessa lingua della lingua scritta del distretto, in questo caso il Riksmål. Un insegnante, Knut Grimstad, rifiutò di accettare ciò, dal momento che né il distretto scolastico né le autorità nazionali norvegesi avevano il diritto di imporre la versione di una lingua parlata come insegnamento. Egli trovò sostegno nella risoluzione del 1878 che richiedeva che tutti gli studenti - "per quanto possibile" - ricevessero istruzioni in una lingua vicina alla loro lingua madre. Ciò venne chiarito successivamente: gli studenti avrebbero dovuto imparare in "lingua norvegese", una frase anch'essa aperta all'interpretazione.
Grimstad fu costretto a scusarsi per la sua protesta, ma la questione venne comunque sollevata in parlamento nel 1912. Questa diventò una delle prime sfide politiche per il nuovo consiglio dei ministri Konow, per volere di Edvard Appoloniussen Liljedahl, ministro delle chiese e dell'istruzione,che per il suo rimprovero alla posizione di Grimstad, fu diffamato dai suoi stessi sostenitori. Cercando di trovare un compromesso, il suo dipartimento confermò il principio dell'insegnamento nella "lingua parlata comune locale", che richiedeva anche che venissero "insegnati nella lingua decisa per il loro lavoro scritto". Questo causò l'ira del campo di Riksmål.
Nel 1923 il consiglio scolastico di Bergen decise che in tutte le scuole si dovesse parlare il Riksmål. Olav Andreas Eftestøl (1863-1930), il direttore scolastico di Bergen prese questa decisione al dipartimento nel 1924, a cui seguì un altro dibattito parlamentare. Il punto di vista di Eftestøl venne approvato, ponendo fine alla discussione sulla lingua parlata nelle scuole. Tuttavia ci volle più tempo prima che i madrelingua Sami e Kven ottenessero gli stessi diritti.
La questione è riemersa di recente rispetto alla lingua madre dei bambini immigrati.

### Il Partito Laburista e le riforme del 1938

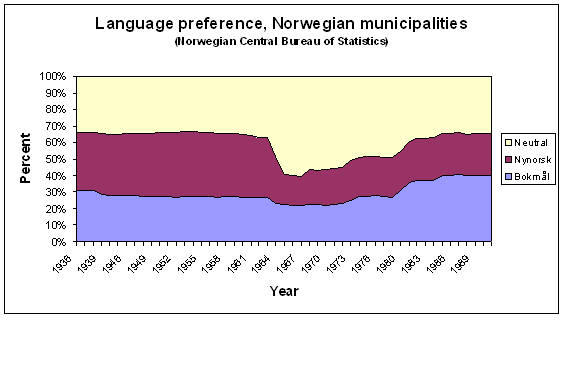
Adozione municipale delle lingue

L'ascesa del Partito Laburista Norvegese fu decisiva per l'approvazione delle riforme del 1917 e all'inizio degli anni '20 fu chiesto a un politico laburista, Halvdan Koht, di sviluppare la piattaforma politica del partito per la lingua norvegese.
Koht fu per alcuni anni presidente sia di Noregs Mållag, che di Østlandsk reisning e fu coinvolto nella questione della lingua. Pubblicò i suoi riscontri nel 1921, inquadrandoli in un contesto decisamente politico.
Secondo Koht, la classe operaia urbana e la classe contadina rurale avevano una convergenza di interessi nella lingua, che diedero origine all'emergente "linguaggio popolare" (folkemålet). Scrisse che "La lotta per la lingua del popolo è il lato culturale del movimento operaio". Questa nozione di convergenza portò il partito laburista ad abbracciare l'ideale di una sintesi delle due lingue principali in un'unica lingua, costruita sulle forme parlate della "persona comune", o Samnorsk .
Avendo già cambiato i nomi delle lingue - Riksmål divenne Bokmål e Landsmål divenne Nynorsk - con la risoluzione parlamentare del 1929, Koht fu nominato portavoce di queste questioni e leader di pensiero dal partito laburista, che ufficializzò le opinioni di Koht nella sua piattaforma.
Le riforme del 1938, proposte sotto il primo durevole gabinetto laburista di Johan Nygaardsvold, rappresentarono un radicale allontanamento dalle precedenti riforme.
Nel 1952, Øverland e Riksmålsforbundet pubblicarono la cosiddetta "lista blu", che raccomandava un'ortografia e forme più conservatrici rispetto alla maggior parte delle riforme del 1938: per la prima volta venne stabilito un vero standard alternativo in Riksmål al Bokmål legiferato. Questo libro stabilì lo standard per due dei principali quotidiani della capitale, Aftenposten e Morgenbladet. Esso contribuì inoltre alla revoca della "decisione di Oslo" nel 1954.
Nel 1951 il parlamento norvegese stabilì per legge il Norsk språknemnd, che in seguito fu ribattezzato Norsk språkråd (Consiglio per la lingua norvegese). Il Riksmålsforeningen non era d'accordo con le premesse del mandato del consiglio, ossia che il norvegese avrebbe dovuto essere costruito sulla base della "lingua del popolo". Il consiglio fu convocato con 30 rappresentanti, 15 per ciascuna delle principali lingue. Tuttavia, la maggior parte di loro supportò Samnorsk.
Nel 1952, una riforma minore fu approvata con poche fanfare e polemiche: nel norvegese ufficiale parlato, i numeri oltre il 20 dovevano essere articolati prima con le decine, ad esempio "ventuno" come è solito in svedese ed in inglese, piuttosto che "uno-e venti", la pratica precedente trovata anche nel danese e nel tedesco.
- Nynorsk era in declino nei distretti scolastici della nazione.
- La lingua scritta stava comunque aumentando la sua influenza sulla lingua norvegese, poiché le differenze tra i dialetti si stavano gradualmente erodendo.
- Anche con le controversie sulla questione, non c'era dubbio che Nynorsk e Bokmål si fossero avvicinati l'uno all'altro negli ultimi 50 anni.
- Le forme letterarie nella letteratura norvegese (vale a dire, Riksmål usato da scrittori di spicco) non dovevano essere trascurate o rinnegato.

Un risultato significativo fu che il Norsk språknemnd divenne Norsk språkråd.

## Divario urbano/rurale
Nella Norvegia moderna, molti dei governi municipali dei centri urbani più grandi si dichiarano neutrali. Tuttavia, diversi grandi centri hanno utilizzano formalmente il Bokmål, e pochissimi centri urbani più grandi utilizzano esclusivamente il Nynorsk:
| Centri urbani più grandi (neutrali) | Popolazione (2009) |
| ----------------------------------- | ------------------ |
| Oslo                                | 876.391            |
| Bergen                              | 227.752            |
| Stavanger / Sandnes                 | 189.828            |
| Trondheim                           | 160.072            |
| Drammen                             | 96.562             |
| Scien / Porsgrunn                   | 86.923             |
| Tromsø                              | 55.057             |
| Moss                                | 41.725             |
| Bodø                                | 36.482             |
| Hamar                               | 30.015             |

| Centri urbani più grandi (Bokmål) | Popolazione (2009) |
| --------------------------------- | ------------------ |
| Fredrikstad/Sarpsborg             | 101.698            |
| Kristiansand                      | 67.547             |
| Tønsberg                          | 47.465             |
| Haugesund                         | 42.850             |
| Sandefjord                        | 40.817             |
| Arendal                           | 32.439             |
| Larvik                            | 23.899             |
| Halden                            | 22.986             |
| Lillehammer                       | 20.097             |

| Centri urbani più grandi (Nynorsk) | Popolazione (2009) |
| ---------------------------------- | ------------------ |
| Ålesund                            | 46.471             |
| Leirvik                            | 11.424             |
| Brine                              | 9.627              |
| Knarrevik/Straume                  | 9.409              |
| Forde                              | 9.248              |
| Osøyro                             | 8.772              |
| Florø                              | 8.448              |
| Kleppe / Verdalen                  | 7.348              |
| Ørsta                              | 6.495              |
| Kvernaland                         | 6.098              |
| Vossevangen                        | 5.860              |